# Formaggio di yak

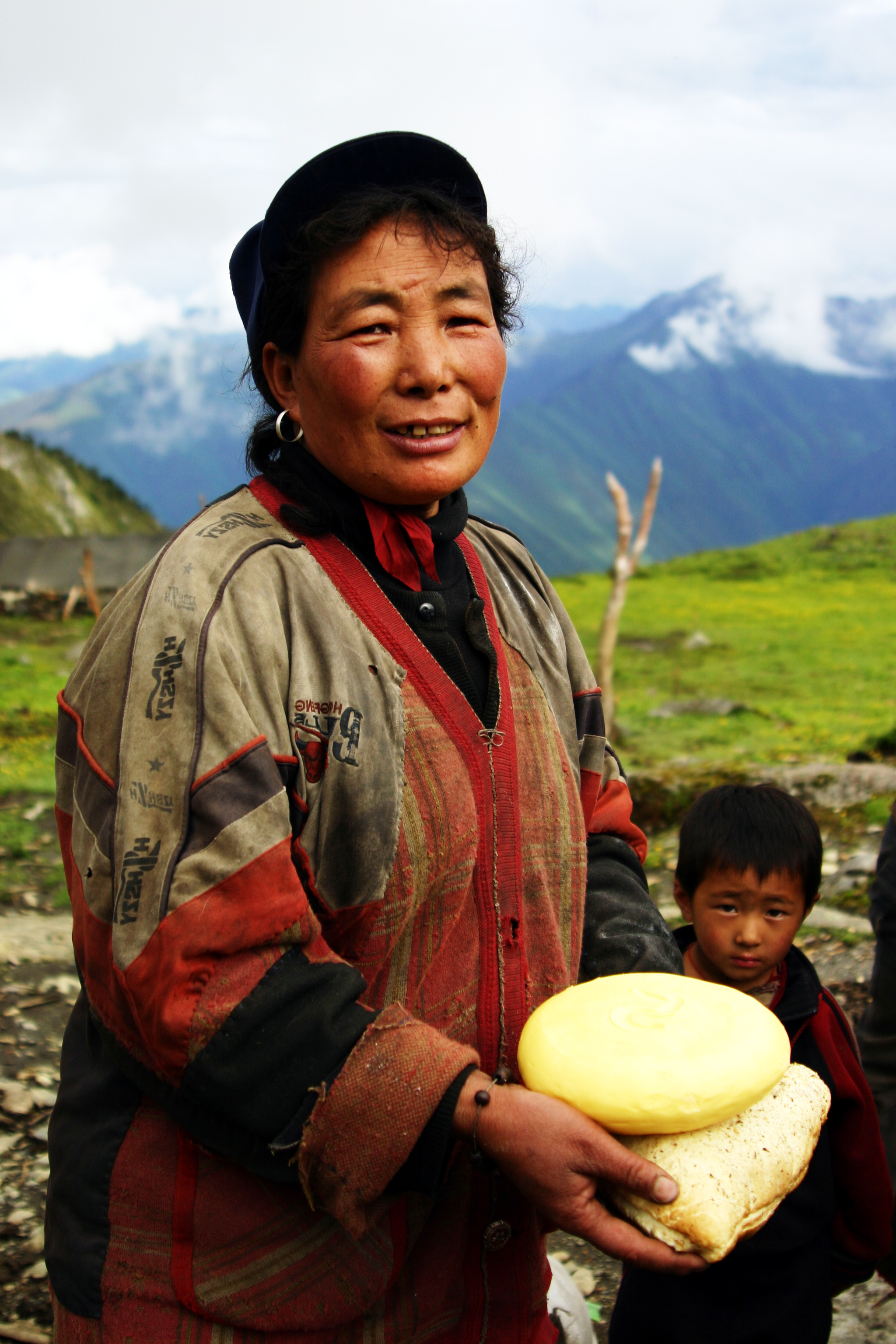
Yunnanese con un formaggio di yak

Il formaggio di yak è un formaggio asiatico a base di latte di yak prodotto storicamente sugli altopiani dell'Himalaya. 
Il latte di yak, chiamato "dri" (Yak femmina) in Cina (Tibet) e "nak" in Nepal, viene bevuto fresco oppure utilizzato per preparare yogurt e soprattutto burro, e formaggi dal 1950.

## Storia
Il Nepal è stato il primo paese in Asia a produrre formaggi adatti per i gusti occidentali, e fino al 1980 è certamente l'unico paese asiatico a fare un formaggio di yak. 

## Produzione
Ora, il formaggio di yak è anche fatto in Bhutan, India, Mongolia, Pakistan, Russia (Tuva) e Cina (Tibet): loro produzione non è realmente consumata nel paese di origine, a parte una piccola quantità vendute ai turisti, ma è in prevalenza rivolta all'esportazione.
I formaggi classificati dall'Organizzazione delle Nazioni Unite per l'alimentazione e l'agricoltura (FAO) a base di latte di dri e chouri (incrocio tra uno yak e una mucca) sono: Chhurpi o chhuga (Nepal) chiamato durukhowa in Bouthan, churtsi in Bouthan, il serkam in Nepal che si chiama dartsi in Bouthan e il shosim o sogar (Nepal)

### Slow food
Per migliorare la produzione tradizionale e la commercializzazione di un piccolo caseificio ubicato sull'altopiano tibetano (provincia di Qinghai) è stato creato un presidio. Sostenuto dalla Trace Foundation, la Slow food - in collaborazione con un'associazione veterinaria (Avec-pvs) e alcuni casari tibetani - ha sviluppato un programma di ricerca per un formaggio di dri a media-lunga stagionatura che non tema tempi dilatati di trasporto.
In Repubblica di Tuva, nel territorio di Mongun-Taiga, la qualità delle produzioni locali dei formaggi (chiamati byshtak, kurut e aarji) è salvaguardata da un progetto Terra Madre.